# Szigetcsép
Szigetcsép là một thị trấn thuộc hạt Pest, Hungary. Thị trấn này có diện tích 18,2 km², dân số năm 2010 là 2343 người, mật độ 129 người/km².